# Costanza Esperti
Costanza Esperti (21 maggio 1995) è una calciatrice italiana, di ruolo difensore.

## Carriera

### Club
Esperti cresce calcisticamente nelle giovanili del Firenze a partire dal 2006, società che la inserisce nella formazione che disputa il Campionato Primavera dalla stagione 2009-2010, indossando la maglia viola della Primavera per tre stagioni e conquistando il titolo di campione d'Italia al termine della stagione 2012-2013 battendo in finale le pari età del Torino. Le prestazioni offerte nelle giovanili convincono la società ad inserirla in rosa con la squadra titolare.
Partita come riserva del reparto difensivo, Esperti fa il suo debutto in Serie A nel corso della stagione 2012-2013 conclusa con un tabellino di 17 presenze su 30 incontri disputati. Con il Firenze rimane per tre stagioni per accordarsi, durante il calciomercato estivo 2015, con il Castelfranco per giocare in Serie B dalla stagione entrante. Condivide con le compagne il campionato giocato sempre ad alto livello e costantemente nelle prime posizioni, dovendo cedere al suo termine solo al Cuneo, unica squadra a battere le toscane durante la stagione, il primo posto nel girone C e la conseguente promozione in Serie A, raggiungendo anche un lusinghiero risultato in Coppa Italia arrivando alle semifinali.
Durante l'estate 2016 l'Empoli decide di istituire una sua sezione femminile rilevando la quota maggioritaria del Castelfranco e iscrivendo al suo posto per la stagione di Serie B 2016-2017 la squadra dell'Empoli Ladies che giocherà con simboli, maglie e colori sociali della squadra maschile. Esperti viene confermata anche dalla nuova realtà societaria condividendo con l'organico, largamente basato sulla squadra della stagione precedente, il campionato di vertice con le uniche avversarie in grado di alternarsi alla prima posizione, la Novese (ex Accademia Acqui), ma che alla fine vedranno le toscane conquistare la prima posizione e la promozione in Serie A.
Condivide con le compagne una difficile prima stagione nel campionato di vertice, nel quale la squadra non riesce a essere sufficientemente competitiva concludendo al 12º posto con conseguente retrocessione in cadetteria, per poi tornare al vertice della Serie B nella stagione seguente e, grazie al 2º posto conquistato a fine campionato il ritorno in Serie A.
Durante la sessione estiva di calciomercato viene annunciato il suo trasferimento all'Arezzo, società con la quale gioca due stagioni in Serie C contribuendo al suo ritorno in Serie B.
Lasciate le Amaranto nell'estate 2022, Esperti coglie l'occasione per disputare il suo primo campionato estero, trovando un accordo con le tedesche del Wacker Monaco, tuttavia l'esperienza si conclude già a fine anno decidendo di tornare in Italia per firmare con il Freedom di Cuneo terminando il campionato di Serie B 2022-2023 con queste ultime.

## Palmarès

### Club
- Campionato italiano di Serie B: 2

Empoli: 2016-2017
Empoli: 2018-2019

### Competizioni giovanili
- Campionato Primavera: 1

Firenze: 2012-2013